# Матсен, Иан
И́ан Э́тан Ма́тсен (нидерл. Ian Ethan Maatsen; родился 10 марта 2002, Алкмар) — нидерландский футболист, левый защитник английского клуба «Астон Вилла».

## Клубная карьера

### Молодёжные клубы
Иан начал футбольную карьеру в молодёжных командах «Влардинген» и «Фейеноорд». С 2013 по 2015 год выступал за академию роттердамской «Спарты», с 2015 по 2018 год выступал в составе молодёжной академии клуба «ПСВ Эйндховен».

### Челси
В 2018 году стал игроком академии лондонского «Челси». 25 сентября 2019 года дебютировал в основном составе «синих» в матче Кубка Английской футбольной лиги против «Гримсби Таун».
13 октября 2020 года на правах аренды присоединился к клубу «Чарльтон Атлетик». Через неделю он дебютировал за «Эддикс» в матче против «Блэкпула», выйдя на замену во втором тайме. Свой первый гол забил 2 апреля 2021 года в игре против «Донкастер Роверс».
30 июля 2021 года на правах аренды присоединился к клубу «Ковентри Сити».
В сезоне 2022/23 выступал за «Бернли» на правах аренды. Вместе с клубом вышел в Премьер-лигу.
В январе 2024 года отправился в аренду в «Боруссию» Дортмунд до окончания сезона 2023/24. 13 января дебютировал за клуб в матче против «Дармштадта». 20 января отметился голевой передачей в игре с «Кёльном». 2 марта в матче против «Униона» забил первый гол. 16 апреля стал автором одного из забитых мячей «Боруссии» в ворота мадридского «Атлетико» в ответном матче 1/4 финала Лиги Чемпионов (4:2), внеся вклад в победу по сумме двух матчей (5:4) и выход команды в полуфинал. Вместе с клубом вышел в финал турнира, где уступил мадридскому «Реалу».

## Карьера в сборной
Выступал за сборные Нидерландов до 15, до 16, до 17, до 18 лет и до 21 года.
В мае 2019 года в составе сборной Нидерландов до 17 лет выиграл чемпионат Европы.

## Клубная статистика
По состоянию на 1 июня 2024 года
| Клуб                         | Сезон   | Лига         | Лига  | Лига | Кубок | Кубок | Кубок лиги | Кубок лиги | Лига Чемпионов | Лига Чемпионов | Другое | Другое | Итог  | Итог |
| Клуб                         | Сезон   | Дивизион     | Матчи | Голы | Матчи | Голы  | Матчи      | Голы       | Матчи          | Голы           | Матчи  | Голы   | Матчи | Голы |
| ---------------------------- | ------- | ------------ | ----- | ---- | ----- | ----- | ---------- | ---------- | -------------- | -------------- | ------ | ------ | ----- | ---- |
| Челси                        | 2019/20 | Премьер-лига | 0     | 0    | 0     | 0     | 1          | 0          | 0              | 0              | —      | —      | 1     | 0    |
| Челси                        | 2020/21 | Премьер-лига | 0     | 0    | 0     | 0     | 0          | 0          | 0              | 0              | —      | —      | 0     | 0    |
| Челси                        | 2021/22 | Премьер-лига | 0     | 0    | 0     | 0     | 0          | 0          | 0              | 0              | —      | —      | 0     | 0    |
| Челси                        | 2023/24 | Премьер-лига | 12    | 0    | 0     | 0     | 3          | 0          | 0              | 0              | —      | —      | 15    | 0    |
| Челси                        | Итог    | Итог         | 12    | 0    | 0     | 0     | 4          | 0          | 0              | 0              | —      | —      | 16    | 0    |
| Чарльтон Атлетик (аренда)    | 2020/21 | Лига 1       | 34    | 1    | 1     | 0     | 0          | 0          | —              | —              | —      | —      | 35    | 1    |
| Ковентри Сити (аренда)       | 2021/22 | Чемпионшип   | 40    | 3    | 1     | 0     | 1          | 0          | —              | —              | —      | —      | 42    | 3    |
| Бернли (аренда)              | 2022/23 | Чемпионшип   | 39    | 4    | 2     | 0     | 1          | 0          | —              | —              | —      | —      | 42    | 4    |
| Боруссия (Дортмунд) (аренда) | 2023/24 | Бундеслига   | 16    | 2    | 0     | 0     | —          | —          | 7              | 1              | —      | —      | 23    | 3    |
| Итого                        | Итого   | Итого        | 129   | 10   | 4     | 0     | 3          | 0          | 7              | 1              | —      | —      | 143   | 11   |

## Достижения
«Бернли»
- Победитель Чемпионшипа: 2022/23

Сборная Нидерландов
- Чемпион юношеского чемпионата Европы (до 17 лет): 2019